# Gostwiczanka
Gostwiczanka – potok, lewy dopływ Dunajca. W górnym biegu, na wysokości Długołęki-Świerkli przyjmuje nazwę Gajduszowiec, natomiast w dolnym biegu, na wysokości Stadeł (przysiółek Wyglanowice) – Wyglanowianka. Zlewnia potoku znajduje się w Beskidzie Wyspowym i Kotlinie Sądeckiej.
Źródła potoku Gajduszowiec znajdują się na wysokości około 525 m n.p.m. we wsi Wysokie w województwie małopolskim, w powiecie limanowskim, w gminie Limanowa. Potok spływa w kierunku początkowo południowym, potem południowo-wschodnim do Kotliny Sądeckiej. Największym jego dopływem jest Suchy Potok. Pozostałe dopływy to: Buczynka, Rdzawka, Od Drogi Na Wysokie, Od Mokrej Wsi, Od Zagórowa, Rąbacz, Rdzawka, Z Waderżyna, Z Wysokiego, Zbęcki. Przepływa kolejno przez: Wysokie, Długołękę-Świerklę, Gostwicę i Stadła. W Stadłach uchodzi do Dunajca na wysokości 297 m.
Potok tylko w dolnym biegu jest regulowany hydrotechnicznie, ponieważ jest dużym zagrożeniem dla okolicznych domów i budynków. Potok charakteryzuje się dużymi i krótkotrwałymi wezbraniami wód po większych opadach. Transportuje wówczas duże ilości ziemi i mułu, erodując brzegi, szczególnie w górnym biegu, gdzie prawie w ogóle nie jest regulowany hydrotechnicznie.

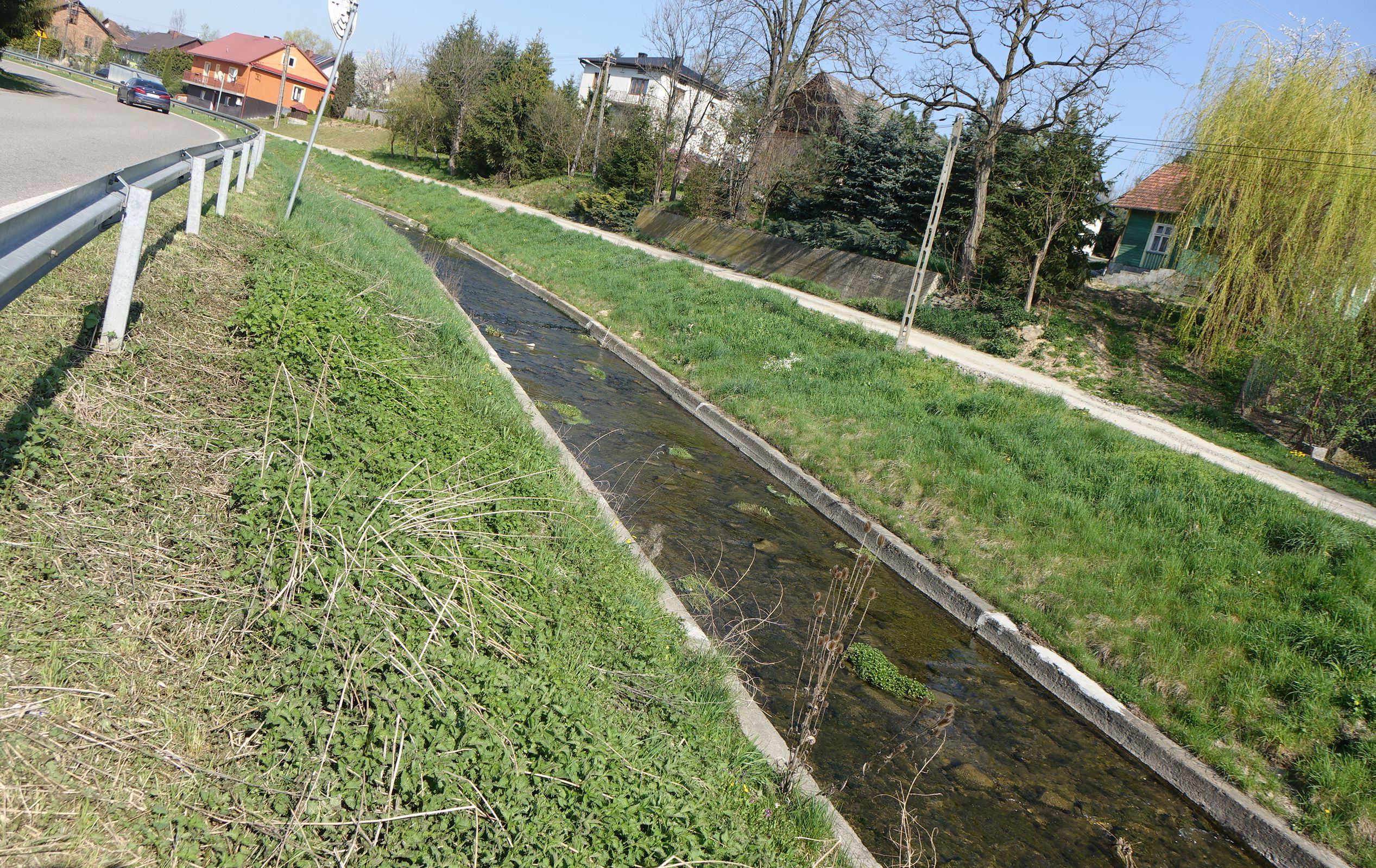
Uregulowane koryto Gostwiczanki w Gostwicy